# Xerophyta dasylirioides
Xerophyta dasylirioides là một loài thực vật có hoa trong họ Velloziaceae. Loài này được Baker mô tả khoa học đầu tiên năm 1875.